# Christopher von Deylen
Christopher von Deylen (Visselhövede, ottobre 1970) è un disc jockey tedesco, produttore di musica elettronica e creatore del progetto musicale denominato Schiller.
È molto conosciuto sia nel suo paese che a livello internazionale nell'ambiente della musica house e trance, e ha collaborato con numerosi interpreti di questi generi tra cui: Ferry Corsten, Danny Tenaglia, Scott Henry, Dave Seaman, Trance Allstars, così come Sasha e John Digweed.
Anche al di fuori della musica elettronica, von Deylen ha trovato collaboratori d'eccezione: Gregorian, Mike Oldfield, e Sarah Brightman.